# Нестьєв Ізраїль Володимирович
Ізраїль Володимирович Нестьєв (4 (17) квітня 1911, Керч — 19 квітня 1993, Москва) — радянський і російський музикознавець. Доктор мистецтвознавства (1970).

## З життєпису
Почав трудовий шлях в 1926 році літературним співробітником газети «Красная Керчь». У 1928—1932 роках навчався в Тифліській консерваторії по класу фортепіано, одночасно працюючи в місцевій молодіжній пресі та на Тифліському радіо. У 1937 році закінчив історико-теоретичний факультет Московської консерваторії і в 1940 році там же аспірантуру (науковий керівник В. Е. Ферман). Одночасно в 1937—1938 роках завідував відділом в газеті «Музика», в 1939—1941 роках — відповідальний секретар журналу «Радянська музика». 
У 1941—1945 роках служив в радянській армії. У 1943—1944 роках був кореспондентом газети 13-ї армії «Син Батьківщини». Був поранений, нагороджений Орденом Червоної Зірки. У 1943 році став членом КПРС. Батьки, Володимир Ісакович Нестьєв (1877—1941) і Есфір Йосипівна Нестьєва (уроджена Мирська) (1884—1941), сестра Мірра (1915—1941) і ще п'ять близьких родичів були розстріляні німцями в грудні 1941 року в ході масового знищення керченських євреїв у Багеровського рову в селищі Багерове під Керчю.
Ще не демобілізувавшись, в 1945 році захистив дисертацію на здобуття наукового ступеня кандидата мистецтвознавства «Творчий шлях С. Прокоф'єва». Завершена в 1941 році монографія, яка лягла в основу дисертації, в 1946 році була опублікована в перекладах на англійську і французьку мову, проте російське видання відбулося лише в 1957 році. До початку 1949 року працював в Управлінні музичного мовлення Всесоюзного радіо, був звільнений в рамках кампанії проти «безрідних космополітів», працював в Інституті військових диригентів при Московській консерваторії. У 1954—1959 рр. —  знову у журналі «Радянська музика» (заступник головного редактора), з 1960 року — старший науковий співробітник Інституту історії мистецтв, протягом багатьох років очолював сектор музики народів СРСР. 
З 1956 року викладав у Московській консерваторії новітню зарубіжну музику, з 1974 року професор кафедри історії зарубіжної музики.

Доктор мистецтвознавства (1970, дисертація «Бела Барток. Життя і творчість»).
Похований на Востряковському кладовищі.